# Matèria
La matèria és tot allò que té un lloc en l'espai, conté una certa quantitat d'energia, i està subjecte a canvis en el temps i a interaccions amb aparells de mesura. En física i filosofia, matèria és el terme per a referir-se als constituents de la realitat material objectiva, entenent per objectiva que pugui ser percebuda de la mateixa manera per diversos subjectes. Es considera que és el que forma la part sensible dels objectes perceptibles o detectables per mitjans físics. És a dir, és tot allò que ocupa un lloc en l'espai, es pot tocar, es pot sentir, es pot mesurar, etc.

## Concepte físic
En física, es diu matèria qualsevol tipus d'entitat que és part de l'Univers observable, té energia associada, és capaç d'interaccionar, és a dir, és mesurable i té una localització espaciotemporal compatible amb les lleis de la natura.
Clàssicament, es considera que la matèria té tres propietats que juntes la caracteritzen: ocupa un lloc en l'espai, té massa i perdura en el temps.
En el context de la física moderna, s'entén per matèria qualsevol camp, entitat o discontinuïtat traduïble a fenomen perceptible, que es propaga a través de l'espaitemps a una velocitat igual o inferior a la de la llum i a la qual es pugui associar energia. Així, totes les formes de matèria tenen associades una certa energia, però només algunes formes de matèria tenen massa.

## Matèria màssica

Els constituents bàsics de la matèria màssica coneguda són els fermions com els quarks (porpra) i leptons (verd). Els bosons (vermell) són matèria no màssica

La matèria màssica està jeràrquicament organitzada en diversos nivells i subnivells. La matèria màssica pot ser estudiada des dels punts de vista macroscòpic i microscòpic. Segons el nivell de descripció adoptat, hem d'adoptar descripcions clàssiques o descripcions quàntiques.
Una part de la matèria màssica, concretament la que compon els astres subrefredats i les estrelles, està constituïda per molècules, àtoms i ions. Quan les condicions de temperatura ho permeten la matèria es troba condensada.

### Nivell microscòpic
El nivell microscòpic de la matèria màssica pot entendre's com un agregat de molècules. Aquestes, al seu torn, són agrupacions d'àtoms que formen part del nivell microscòpic. Existeixen nivells microscòpics que permeten descompondre els àtoms en constituents encara més elementals, que seria el nivell següent, i són:
- Electrons: partícules leptòniques amb càrrega elèctrica negativa.
- Protons: partícules bariòniques amb càrrega elèctrica positiva.
- Neutrons: partícules bariòniques sense càrrega elèctrica (però amb moment magnètic).

A partir d'aquí, hi ha tot un conjunt de partícules subatòmiques que acaben finalment en els constituents últims de la matèria. Així, per exemple, virtualment, els barions del nucli (protons i neutrons) es mantenen units gràcies a un camp escalar format per pions (bosons d'espín zero). I igualment els protons i neutrons, sabem que no són partícules elementals, sinó que tenen constituents de menor nivell que anomenem quarks (que, al seu torn, es mantenen units mitjançant l'intercanvi de gluons virtuals).

### Nivell macroscòpic
Macroscòpicament, la matèria màssica es presenta en les condicions imperants en el sistema solar, en un de quatre estats d'agregació molecular: sòlid, líquid, gasós i plasma. D'acord amb la teoria cinètica molecular, la matèria es troba formada per molècules i aquestes es troben animades demoviment, el qual canvia constantment de direcció i velocitat quan xoquen, o sota l'influx d'altres interaccions físiques. A causa d'aquest moviment, presenten energia cinètica, que tendeix a separar-les, però també tenen una energia potencial que tendeix a ajuntar-les. Per tant, l'estat físic d'una substància pot ser:
- Sòlid: si l'energia cinètica és menor que la potencial.
- Líquid: si l'energia cinètica i potencial són aproximadament iguals.
- Gasós: si l'energia cinètica és més gran que la potencial.
- Plasma: si l'energia cinètica és tal que els electrons tenen una energia total positiva.

Sota certes condicions, es pot trobar matèria màssica en altres estats físics, com el condensat de Bose-Einstein o el condensat fermiònic.
La manera més adequada de definir matèria màssica és descrivint les seves qualitats:
- Presenta dimensions, és a dir, ocupa un lloc en un espaitemps determinat.
- Presenta inèrcia: la inèrcia es defineix com la resistència que oposa la matèria a modificar el seu estat de repòs o moviment.
- La matèria és la causa de la gravetat o gravitació, que consisteix en l'atracció que actua sempre entre objectes materials, encara que estiguin separats per grans distàncies.

### Matèria no màssica
Una gran part de l'energia de l'Univers correspon a formes de matèria formada per partícules o camps que no presenten massa, com la llum i la radiació electromagnètica, les dues formades per fotons sense massa. Juntament amb aquestes partícules no màssiques, es postula l'existència d'altres partícules com el gravitó, el fotí i el gravití, que serien totes partícules sense massa, encara que contribueixen a l'energia total de l'Univers.

## Substància
Una substància és tota porció de matèria que comparteix determinades propietats intensives.
Es denomina substància pura (denominada així per distingir-la d'una mescla) tot aquell sistema homogeni que contingui un sol component. Les substàncies pures poden ser simples o compostes:
- Una substància simple és la substància pura que està formada per àtoms d'un únic element en els seus possibles estats al·lotròpics.
- Una substància composta és la substància pura en la composició de la qual trobem diverses classes d'àtoms en una proporció constant.

## Distribució de matèria en l'univers

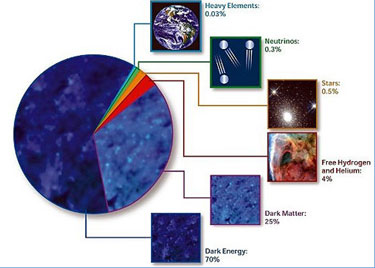
Segons estimacions recents, al voltant del 70% del contingut energètic de l'Univers consisteix en energia fosca: la seva presència s'infereix en el seu efecte sobre l'expansió de l'Univers, però de la seva la naturalesa última no se sap gairebé res

Segons els models físics actuals, només aproximadament el 5% del nostre univers està format per matèria màssica ordinària. Se suposa que una part important d'aquesta massa seria matèria bariònica, formada per barions i electrons, que només suposarien al voltant d'1/1.850 de la massa de la matèria bariònica. La resta del nostre univers es compondria de matèria fosca (23%) i energia fosca (72%).
Malgrat que la matèria bariònica representa un percentatge tan petit, la meitat d'aquesta encara no s'ha trobat. Totes les estrelles, galàxies i gasos observables formen menys de la meitat dels barions que hauria d'haver-hi. La hipòtesi principal sobre la resta de matèria bariònica no trobada és que, a conseqüència del procés de formació d'estructures posteriors al big-bang, està distribuïda en filaments gasosos de baixa densitat, que formen una xarxa per tot l'univers i en els nodes es troben els diversos cúmuls de galàxies. Al maig de 2008, el telescopi XMM-Newton de l'agència espacial europea trobà proves de l'existència d'aquesta xarxa de filaments.

## Propietats de la matèria

### Propietats generals
Les presenten els cossos sense distinció i per tal motiu no permeten diferenciar una substància d'una altra. A algunes de les propietats generals, se'ls dona el nom d'extensives, perquè el seu valor depèn de la quantitat de matèria: tal és el cas de la massa, pes, volum, inèrcia, energia, impenetrabilitat, porositat, divisibilitat, elasticitat, mal·leabilitat, tenacitat i duresa, entre d'altres.

### Propietats específiques
Permeten distingir una substància d'una altra. També reben el nom de propietats intensives perquè el seu valor és independent de la quantitat de matèria. Les propietats característiques es classifiquen en:

#### Físiques
És el cas de la densitat, el punt de fusió, el punt d'ebullició, el coeficient de solubilitat, l'índex de refracció, el mòdul de Young i les propietats organolèptiques.

#### Químiques
Estan constituïdes pel comportament de les substàncies en combinar-se amb d'altres, i els canvis en la seva estructura íntima com a conseqüència dels efectes de diferents classes d'energia.
Exemples: corrosió d'àcids, poder calorífic, acidesa, reactivitat.

### Llei de la conservació de la matèria
Com a fet científic, la idea que la massa es conserva es remunta al químic Lavoisier, el científic francès considerat pare de la química moderna, que va mesurar acuradament la massa de les substàncies abans i després d'intervenir en una reacció química, i va arribar a la conclusió que la matèria, mesurada per la massa, no es crea ni es destrueix, sinó que només es transforma en el curs de les reaccions. Les seves conclusions es resumeixen en l'enunciat següent: En una reacció química, la matèria no es crea ni es destrueix, només es transforma. El mateix principi va ser descobert abans per Mikhaïl Lomonóssov, de manera que és a vegades citat com a llei de Lomonóssov-Lavoisier, més o menys en els següents termes: La massa d'un sistema de substàncies és constant, amb independència dels processos interns que puguin afectar-la, és a dir, "la suma dels productes és igual a la suma dels reactius, i se'n manté constant la massa". No obstant això, tant les tècniques modernes com la millora de la precisió de les mesures han permès establir que la llei de Lomonóssov-Lavoisier es compleix només aproximadament.
L'equivalència entre massa i energia descoberta per Einstein obliga a rebutjar l'afirmació que la massa convencional es conserva, perquè massa i energia són mútuament convertibles. D'aquesta manera, es pot afirmar que la massa relativista equivalent (el total de massa material i energia) es conserva, però la massa en repòs pot canviar, com passa en aquells processos relativistes en què una part de la matèria es converteix en fotons. La conversió en reaccions nuclears d'una part de la matèria en energia radiant, amb disminució de la massa en repòs, s'observa per exemple en processos de fissió com l'explosió d'una bomba atòmica, o en processos de fusió com l'emissió constant d'energia que realitzen les estrelles.

## Concepte filosòfic
Des del començament de la filosofia, i en gairebé totes les cultures, es troba aquest concepte vagament formulat, com el que roman per sota de les aparences canviants dels éssers de la natura. Segons aquesta idea, tot allò observable està donat en les seves diverses i canviants aparences en un suport o entitat en la qual radica el moviment i canvi de les coses: la matèria.

### Principi únic o diversos
Una qüestió filosòfica important fou si tota la matèria o substrat material tenia un principi únic o tenia diverses fonts. Que aquest substrat en sigui un només, o diversos principis materials (aire, foc, terra i aigua), va ser qüestió plantejada pels filòsofs milesis; els eleàtics, en canvi, van qüestionar la realitat del moviment i, juntament amb els pitagòrics, van fonamentar l'ésser en un principi formal del pensament, deixant la matèria merament com una cosa indeterminada i inconsistent, un no-ésser.

### L'atomisme
Més transcendència històrica ha tingut la teoria atomista de l'antiguitat, posada de nou en vigor pel mecanicisme racionalista al segle xvii i xviii, que va suposar el suport teòric bàsic per al naixement de la ciència física moderna.

### Hilemorfisme
Plató i sobretot Aristòtil van elaborar el concepte de forma, correlatiu i en contraposició a la matèria, i van donar-li el caràcter metafísic i problemàtic que ha tingut al llarg de la història del pensament, al mateix temps que ha servit com a concepte que s'aplica en altres contextos.
És Aristòtil qui va elaborar el concepte de matèria de manera més completa, si bé l'aspecte metafísic va quedar-ne relegat a l'escolàstica.
Per a Aristòtil, seguint la tradició dels milesis i de Plató, la característica fonamental de la matèria és la receptivitat de la forma. La matèria pot ser tot allò capaç de rebre una forma. Per això, abans que res, la matèria és potència de ser alguna cosa, alguna cosa que determina la forma.
En funció d'aquest concepte, hi ha tantes classes de matèries com classes de formes capaces de determinar un ésser. Ja que el moviment consisteix en un canvi de forma de la substància, el moviment s'explica en funció de la matèria com a potència, i l'acte com a forma de determinació de la substància.
La matèria, en tant que substància i subjecte, és la possibilitat mateixa del moviment. Hi ha tantes classes de matèria com possibles determinacions de la substància en els seus predicats. Quan les determinacions són accidentals, la matèria ve donada per la situació de la substància en potència respecte a recepció d'una nova forma. Així, estar assegut en acte és matèria en potència per estar dempeus; el moviment consisteix a passar d'estar dempeus en potència, a estar dempeus en acte.
El problema és l'explicació del canvi substancial que es produeix en la generació i corrupció de la substància. Apareix aquí el concepte metafísic de primera matèria, pura potència de ser que no és res, ja que no té cap forma de determinació.
La tradicional fórmula escolàstica per la qual se sol definir la matèria primera dona idea que realment és difícil concebre una realitat que es correspongui amb aquest concepte: No és un què (substància), ni una qualitat, ni una quantitat ni cap altra cosa per les quals es determina l'ésser. Una definició merament negativa que incompleix les lleis mateixes de la definició. Pura possibilitat de ser que no és res. No obstant això, el concepte aristotèlic de matèria ha tingut aplicacions en diversos sentits.

## Concepte de matèria en altres contextos

### Matèria i ànima, cos i esperit
Una de les formes de consideració de la matèria ha estat en la seva oposició amb l'ànima. Segons aquesta oposició, la matèria fa referència a l'"inert", el que no té vida.
En aquesta oposició, l'ànima denota principi de "vida" com a capacitat d'automoviment i en el cas dels animals, almenys els animals superiors, capacitat de consciència; i és exclusiva de l'ésser humà la capacitat d'autoconsciència entesa com a esperit i llibertat.
El fet religiós ha concedit històricament a aquesta oposició una dimensió cultural importantíssima. Però la ciència, en prescindir de qualsevol dimensió metafísica o religiosa, no pot fer-se ressò d'aquesta distinció.

### Ciències materials i ciències formals
Les matemàtiques i la lògica són ciències formals perquè no tenen cap objecte material d'estudi sinó la "formes" vàlides d'inferència. Per això, la seva millor expressió és simbòlica, sense contingut. Les altres ciències, en tant que tenen un objecte d'estudi concret, són ciències materials.

### Ètiques materials i ètiques formals
Kant va introduir el que va anomenar ètiques materials i ètiques formals. Les primeres consisteixen a establir els imperatius sobre el que cal fer, és a dir, tenen contingut. Les segones no diuen el que s'ha de fer sinó la "forma" en què s'ha d'actuar en qualsevol circumstància.

### Matèria i forma en les obres artístiques
En les obres d'art, literatura, cinema, pintura, etc., se sol distingir entre el contingut que es tracta (tema artístic, tema literari) i la forma en què el tema és tractat. Al primer aspecte, se'l considera com la matèria i al segon la forma pròpiament dita, en la qual consisteix l'art.
També es denomina matèria el material del qual l'obra d'art està fet i que determina la seva tècnica: matèria pictòrica (oli, tremp, fresc, etc.), matèria escultòrica (bronze, marbre, fusta, etc.), matèria arquitectònica o materials de construcció (tova, maó, maçoneria, carreu, fusta, ferro, cristall, etc.).
Particularment en pintura, la matèria s'oposa al suport, en expressions com "oli sobre tela", "tremp sobre taula", "tècnica mixta sobre paper", etc.

## Miscel·lània
- El quilogram és una unitat de quantitat de matèria, correspon a la massa d'un dm³ (1 litre) d'aigua pura a 4 °C de temperatura. A partir d'aquesta mesura, es va crear un bloc de platí i iridi de la mateixa massa que es va denominar quilogram patró. Aquest es conserva en l'Oficina Internacional de Pesos i Mesures de Sèvres (França).
- La quantitat de matèria també pot ser estimada per l'energia continguda en una certa regió de l'espai, tal com suggereix la fórmula I = m.c², que dona l'equivalència entre massa i energia establerta per la teoria de la relativitat d'Albert Einstein.
- Taula de densitats en kg / m³: osmi 22.300, or 19.300, ferro 7.960, ciment 3.000, aigua 1.000, gel 920, fusta 600 a 900, aire 1,29.
- La temperatura és una magnitud que indica el grau d'agitació tèrmica d'una substància. Així mateix, quan dues substàncies que estan en contacte tenen diferents temperatures, es produeix una transferència d'energia tèrmica (en forma de calor) fins a igualar ambdues temperatures. En el moment en què s'igualen les temperatures, es diu que aquestes dues substàncies estan en equilibri tèrmic.
- Els tres elements químics més abundants en l'univers són H, He i C; algunes de les seves propietats més importants són:
  - Hidrogen (H ₂): densitat = 0,0899 kg / m³ Teb = -252,9 °C, Tf = -259,1 °C.
  - Heli (He): densitat = 0,179 kg / m³ Teb = -268,9 °C, Tf = -272,2 °C.
  - Carboni (C): densitat = 2.267 kg / m³ Teb = 4.027 °C, Tf = 3.527 °C.